# Proces izobar

Zona galbenă reprezintă într-o diagramă p-V lucrul mecanic efectuat

Un proces izobar sau transformare izobară este o transformare a unui sistem termodinamic în care presiunea rămâne constantă: Δp = 0. Căldura transferată în sistem efectuează lucru mecanic, dar schimbă și energia internă a sistemului. Acest articol folosește convenția semnelor din termotehnică, unde lucrul mecanic pozitiv este cel efectuat de sistem (în chimie lucrul mecanic pozitiv este cel efectuat asupra sistemului, iar în formule semnul său ar fi schimbat). Folosind această convenție, prin principiul întâi al termodinamicii,
{\displaystyle Q-L=\Delta U}
unde Q este schimbul de energie sub formă de căldură, L este lucrul mecanic, iar U este energia internă.
Poate fi reprezentat în coordonate Clapeyron prin drepte paralele cu abscisa.